# Дудичи (Барановичский район)
Ду́дичи (бел. Дудзічы) — деревня в Барановичском районе Брестской области Белоруссии. Входит в состав Крошинского сельсовета. Население — 15 человек (2019).

## Этимология
Топонимы на -ичи активно возникали до конца XVI века. Ойконим Дудичи образован от коллективного прозвища первопоселенцев в значении «потомки или подданные Дуды».
Антропоним Дуда может быть прозвищем, которое давалось плаксивому ребёнку. Именование Дуда использовалось и как обманное имя, или имя-оберег. Такое прозвище мог получить ещё тот, кто пил много воды, кваса, браги (по народному — дудел), а также упитанный человек.
Существовало также мирское личное имя Дуда, образованное от слова дуда в том же прямом значении, что и дудка, — род музыкального инструмента, представлявшего собой полую трубку с отверстиями».

## География
Деревня расположена в 35 км по автодорогам к северо-востоку от города Барановичи и в 21 км по автодорогам к северо-востоку от центра сельсовета, агрогородка Крошин. К востоку от деревни протекает ручей Гаевщина, левый приток реки Уша, отделяющий деревню от деревни Петковичи. Деревня Дудичи с юга граничит с автодорогой М1, на которую, однако, нет прямого выезда. К западу от деревни расположена ферма крупного рогатого скота. На севере деревни имеется кладбище.

## История
Обозначена на карте Шуберта первой половины XIX века.
В 1881 году деревня и фольварк принадлежали Свичатовскому. В 1909 году — деревня и три фольварка (Лимонта, Матусевича и Свентоховского) в Городейской волости Новогрудского уезда Минской губернии. В сумме в них проживал 131 человек в 26 дворах.
С 1921 года — в гмине Полонечка Барановичского повета Новогрудского воеводства Польши. По переписи 1921 года в деревне вместе с фольварком числилось 24 жилых здания, в которых проживало 128 человек (63 мужчины, 65 женщин), все поляки (по вероисповеданию — 110 православных и 18 римских католиков). С декабря 1925 года — в гмине Вольно.
С 1939 года в составе БССР. С конца июня 1941 года до июля 1944 года оккупирована немецко-фашистскими захватчиками. С 15 января 1940 года в Городищенском районе Барановичской, с 8 января 1954 года Брестской области, с 25 декабря 1962 года в Барановичском районе.
До 26 июня 2013 года входила в состав Петковичского сельсовета.

## Население
По состоянию на 1 января 2023 года в деревне проживало 17 человек в 10 хозяйствах.
| Численность населения (по переписи) | Численность населения (по переписи) | Численность населения (по переписи) | Численность населения (по переписи) | Численность населения (по переписи) | Численность населения (по переписи) | Численность населения (по переписи) |
| 1909                                | 1921                                | 1939                                | 1970                                | 1999                                | 2009                                | 2019                                |
| ----------------------------------- | ----------------------------------- | ----------------------------------- | ----------------------------------- | ----------------------------------- | ----------------------------------- | ----------------------------------- |
| 131                                 | ↘128                                | ↗150                                | ↗161                                | ↘80                                 | ↘47                                 | ↘15                                 |